# إسحاق بن سيار النصيبي
إسحاق بن سيار بن محمد بن مسلم، أبو يعقوب النصيبي من رواة الحديث وهو ثقة حافظ، جمع وصنف، قال ابن أبي حاتم: كان إسماعيل القاضي يقول: ما بقي في زماننا أحد تجب الرحلة إليه، غير إسحاق بن سيار، وأبي حاتم الرازي ويعقوب الفسوي.مات بنصيبين في ذي الحجة سنة ثلاث وسبعين ومائتين.

## روايته للحديث النبوي
- سمع: عبد الله بن داود الخريبي والضحاك بن مخلد وأبا النضر هاشم بن القاسم وطبقتهم.
- حدث عن: عبيد الله بن موسى والخريبي ويحيى البابلتي وأبي نعيم وأبي مسهر وأبي النضر ومحمد بن جهضم وجنادة بن محمد.
- حدث عنه: جعفر الفريابي وابن صاعد ومحمد بن يوسف الهروي وأحمد بن نصر بن بجير وخيثمة بن سليمان ومحمد بن حمدون بن خالد وآخرون.[2]

## الأقوال فيه
الجرح والتعديل
- قال أبو حاتم الرازي: ليس بالمشهور.
- قال ابن أبي حاتم الرازي: صدوق ثقة.
- قال الذهبي: الإمام الحافظ الثبت، وقال مرة: من كبار العلماء.
- قال محمد بن حمدويه الهورقاني: إمام الأئمة.
- وقال مسلمة بن القاسم الأندلسي: ثقة.[1]